# Árpád Mihály
Árpád Mihály (ungarisch Mihály Árpád; * 27. Juni 1980 in Miercurea Ciuc) ist ein ehemaliger rumänisch-ungarischer Eishockeyspieler.

## Karriere
Árpád Mihály, der als Angehöriger der ungarischen Minderheit der Szekler im rumänischen Miercurea Ciuc geboren wurde, begann seine Karriere als Eishockeyspieler bei den Sioux City Musketeers, für die er in der Saison 1999/2000 in der Juniorenliga United States Hockey League aktiv war. Anschließend verbrachte der Angreifer insgesamt sieben Jahre in diversen professionellen nordamerikanischen Minor-League-Franchises. In der United Hockey League spielte er für die New Haven Knights und Mohawk Valley Prowlers, in der East Coast Hockey League für die Wheeling Nailers, Reading Royals und Las Vegas Wranglers, sowie in der American Hockey League für die Philadelphia Phantoms, Binghamton Senators, Wilkes-Barre/Scranton Penguins und Milwaukee Admirals.
Für die Saison 2007/08 kehrte Mihály nach Europa zurück, wo er einen Vertrag beim HC Bozen erhielt. Mit den Südtirolern gewann er auf Anhieb den italienischen Meistertitel, wechselte jedoch anschließend in seine Heimatstadt zum HC Csíkszereda. Mit der Mannschaft gewann er in der Saison 2008/09 den Meistertitel der neu gegründeten MOL Liga und wurde selbst zum besten Stürmer der Liga gewählt. Da das Team am Saisonende aus finanziellen Gründen aufgelöst werden musste, schloss sich Mihály Alba Volán Székesfehérvár aus Ungarn an, für die er seither in der Erste Bank Eishockey Liga spielt. Parallel lief er für Alba Volán 2010, 2011 und 2012 in den Playoffs der ungarischen Eishockeyliga auf und gewann mit seiner Mannschaft in den drei Jahren jeweils den ungarischen Meistertitel. 2014 wechselte er in sein rumänisches Geburtsland zurück und spielte bis zu seinem Karriereende 2019 beim ASC Corona 2010 Brașov, zu dessen Mannschaftskapitän er sogleich ernannt wurde, in der MOL Liga.

### International
Als Jugendlicher startete Mihály noch für Rumänien und spielte bei den U18-C-Europameisterschaften 1997 und 1998. Für Ungarn nahm Mihály an den Weltmeisterschaften der Division I 2012, 2013 und 2014 teil. Beim Turnier 2013 wurde er in das All-Star-Team gewählt. Außerdem startete er für die Magyaren bei der Olympiaqualifikation für die Spiele in Sotschi 2014, bei der seine Mannschaft überraschend bereits in der ersten Qualifikationsrunde im heimischen Budapest durch ein 6:7 nach Penaltyschießen an den Niederländern scheiterten.

## Erfolge und Auszeichnungen
| - 2008 Italienischer Meister mit dem HC Bozen - 2009 MOL-Liga-Gewinn mit dem HC Csíkszereda - 2009 Bester Stürmer der MOL Liga - 2010 Ungarischer Meister mit Alba Volán Székesfehérvár | - 2011 Ungarischer Meister mit Alba Volán Székesfehérvár - 2012 Ungarischer Meister mit Alba Volán Székesfehérvár - 2017 Rumänischer Meister mit dem ASC Corona 2010 Brașov |

### International
- 2013 All-Star-Team der Weltmeisterschaft der Division I, Gruppe A